# Amebelodon
 Amebelodon  ist eine Gattung der Gomphotherien (Gomphotheriidae), ein ausgestorbenes Taxon der Rüsseltiere (Proboscidea). Fossilfunde stammen aus dem späten Miozän von Nordamerika.

## Beschreibung
Amebelodon hatte einen Habitus wie die modernen Elefanten und mit ca. drei Metern Schulterhöhe bei einem Gewicht von 3 bis 5 Tonnen auch eine ähnliche Größe. Der auffälligste Unterschied zu den heutigen Elefanten betrifft den Bau des Schädels. Der Unterkiefer des Amebelodon war verlängert und verbreitert. Wie andere Gomphotheriidae besaß Amebelodon neben dem oberen Stoßzahnpaar noch ein weiteres Paar im Unterkiefer. Diese waren mit knapp einem Meter relativ lang und horizontal abgeflacht und bildeten so eine Art Schaufel.

## Entwicklungsgeschichte
Amebelodon entwickelte sich in Nordamerika im späten Miozän vor neun bis acht Millionen Jahren und breitete sich bis in die Alte Welt aus. Die jüngsten Überreste wurden in Nordafrika gefunden, sie sind etwa sechs Millionen Jahre alt.

## Arten
Mehrere Arten sind beschrieben. Teilweise waren sie etwas kleiner als ein Asiatischer Elefant, so beispielsweise A. floridanus; die größten Vertreter, insbesondere A. britti, erreichten aber auch die Größe und das vermutete Gewicht (ca. 10 Tonnen) der großen Mastodonten und Mammuts und waren damit größer als der Afrikanische Elefant.
Bekannte Arten:
- Amebelodon fricki
- Amebelodon floridanus
- Amebelodon tobieni
- Amebelodon (Konobelodon) britti